# Candice Patton
Candice Kristina Patton (Jackson, 24 giugno 1988) è un'attrice statunitense. È nota per il ruolo di Iris West nell'Arrowverse DC Comics, che ha interpretato nelle serie televisive The Flash, Arrow, Supergirl, Legends of Tomorrow e Batwoman, e che le è valso un Saturn Award nel 2017.

## Biografia
Candice Kristina Patton nasce a Jackson, nel Mississippi, ma cresce a Plano, in Texas. Frequenta la Southern Methodist University a Dallas.
In seguito recita in diverse serie televisive, inclusa la soap opera Beautiful.. Nel 2008 ricopre il ruolo di Mercedes nella serie TV Sorority Forever Nel 2014 entra a far parte del cast della serie televisiva The Flash, nel ruolo di Iris West. Interpreta in seguito il personaggio anche in altre serie dell'Arrowverse,  ovvero Arrow, Supergirl, Legends of Tomorrow e Batwoman. La parte, nel 2017, le vale un Saturn Award come miglior attrice non protagonista in una serie televisiva, oltre a numerose altre candidature sia ai Saturn che ai Teen Choice Award.
Nel 2014 viene inserita al quinto posto della classifica delle "100 donne più sexy della TV", stilata da Megan Cole per BuddyTV. Nel maggio dell'anno successiva, viene posta al 61º posto nella classifica delle "100 donne più belle del mondo" della rivista Maxim.

## Filmografia

### Attrice

#### Cinema
- Lateral Us, regia di Patrick Lazzara - cortometraggio (2009)
- Commander and Chief, regia di Ric Halpern e Gerson Sanginitto (2012)
- The Guest, regia di Adam Wingard (2014)

#### Televisione
- Febbre d'amore (The Young and the Restless) - soap opera, 5 episodi (2004-2005)
- Beautiful (The Bold and the Beautiful) - soap opera, episodio 5202 (2007)
- Casanovas - serie TV, episodio 1x11 (2008)
- Sorority Forever - serie TV, 21 episodi (2008)
- Entourage - serie TV, episodi 6x06-6x07-6x10 (2009)
- Castle - serie TV, episodio 2x03 (2009)
- Heroes - serie TV, 2 episodi (2009)
- Il tempo della nostra vita (Days of Our Lives) - soap opera, episodi 10825-11220 (2008-2009)
- The Forgotten - serie TV, episodio 1x10 (2010)
- One Tree Hill - serie TV, episodi 7x18-7x20 (2010)
- Grey's Anatomy – serie TV, episodio 7x05 (2010)
- The Craigslist Killer, regia di Stephen Kay - film TV (2011)
- Harry's Law - serie TV, episodio 1x07 (2011)
- CSI: Miami - serie TV, episodio 9x15 (2011)
- Love Bites - serie TV,  episodio 1x08 (2011)
- Cose da uomini (Man Up!) - serie TV, episodi 1x03-1x04-1x05 (2011)
- Rizzoli & Isles - serie TV, episodio 3x03 (2012)
- About a Boy - serie TV, episodio 1x02 (2014)
- The Game - serie TV, 9 episodi (2013-2014)
- The Flash - serie TV, 183 episodi (2014-2023) - Iris West
- Con Man - serie TV, episodi 1x01-1x12 (2015)
- Arrow - serie TV, episodio 6x08 (2017) - Iris West
- Supergirl - serie TV, episodio 3x08 (2017) - Iris West
- Legends of Tomorrow - serie TV, episodio 3x08 (2017) - Iris West
- Batwoman - serie TV, episodio 1x09 (2019) - Iris West

### Doppiatrice
- She Dreams at Sunrise, regia di Camrus Johnson - cortometraggio (2021)

## Riconoscimenti
- Saturn Award
  - 2017 - Miglior attrice non protagonista in una serie televisiva per The Flash
  - 2018 - Candidatura alla miglior attrice non protagonista in una serie televisiva per The Flash
  - 2019 - Candidatura alla miglior attrice in una serie televisiva per The Flash
  - 2021 - Candidatura alla miglior attrice in una serie televisiva per The Flash
- Teen Choice Award
  - 2016 - Candidatura alla miglior intesa in una serie TV per The Flash (condiviso con Grant Gustin)
  - 2017 - Candidatura alla miglior attrice in una serie TV d'azione  per The Flash
  - 2018 - Candidatura alla miglior attrice in una serie TV d'azione  per The Flash
  - 2019 - Candidatura alla miglior attrice in una serie TV d'azione  per The Flash

## Doppiatrici italiane
Nelle versioni in italiano delle sue opere, Candice Patton è stata doppiata da:
- Valentina Favazza in The Flash, Supergirl, Arrow, Legends of Tomorrow, Batwoman
- Perla Liberatori in Harry's Law
- Angela Brusa in Grey's Anatomy